# St.-Johannes-Hospital (Bonn)

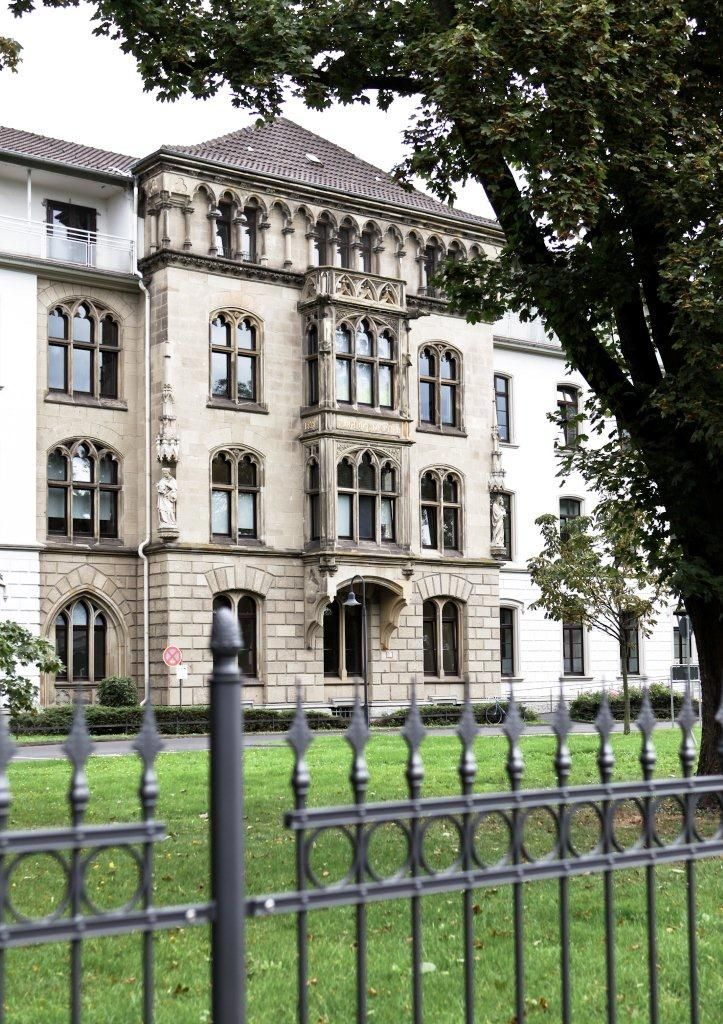
St. Johannes-Hospital (2012)

Das St. Johannes-Hospital (Langform: Bürgerhospital zum heiligen Johannes dem Täufer) war ein Krankenhaus im Bonner Ortsteil Bonn-Castell, das von 1849 bis 2005 bestand. Es gilt als ältestes Krankenhaus der Stadt. Das Gebäude im Stil der Neogotik steht als Baudenkmal unter Denkmalschutz.

## Lage
Das Gebäude des St. Johannes-Hospitals liegt am Nordrand des Bonner Stadtzentrums und erstreckt sich im Nordosten des Wilhelmsplatzes an der Ostseite der Kölnstraße (Hausnummer 54) und der Nordseite der Wachsbleiche.

## Geschichte

### Vorgeschichte
Am 3. Juni 1842 gründete sich auf Initiative der städtischen Armenverwaltung zum Bau eines Krankenhauses der ursprünglich überkonfessionell angelegte Bonner Hospitalverein, dessen Statuten König Friedrich Wilhelm IV. am 30. Mai 1843  durch persönliches Handschreiben billigte. Geleitet werden sollte die Einrichtung von den Barmherzigen Schwestern vom hl. Karl Borromäus, einer katholischen Ordensgemeinschaft. Über die seelsorgerische Betreuung der nicht-katholischen Patienten war es bereits im Vorfeld der Vereinsgründung zu schwerwiegenden Auseinandersetzungen gekommen, in deren Folge sich die evangelischen und jüdischen Kräfte zurückgezogen hatten, das Projekt aber weiterhin über die Armenverwaltung unterstützten. Den Grundstock des Vereins bildeten Spenden aus der Bürgerschaft, zum Präsidenten wurde der Professor Ferdinand Walter gewählt. Im Dezember 1844 erwarb er das für den Bau des Krankenhauses vorgesehene, drei Magdeburger Morgen (etwa 80.000 Ar) umfassende Gelände an der Ecke Kölnstraße/Wachsbleiche am damaligen Bonner Stadtrand. Anfang 1846 entschloss sich der Verein, den Neubau ohne Mitwirkung der Armenverwaltung – die ursprünglich Eigentümer des fertiggestellten Krankenhauses werden sollte – zu betreiben.

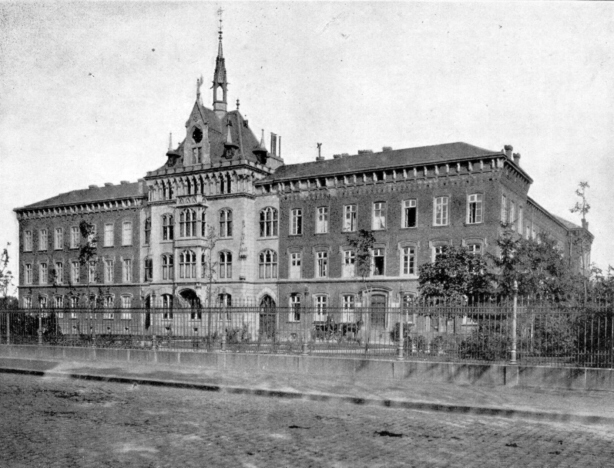
St. Johannes-Hospital (1878)

### Bau und Betrieb des Krankenhauses
Am 22. Juni 1846 fand die feierliche Grundsteinlegung für den Neubau im Beisein von Erzbischof Johannes statt. Er entstand nach Plänen des Bonner Baumeisters Christian von der Emden (1796–1869), der den Entwurf unentgeltlich ausgearbeitet hatte, und wurde vollständig aus privaten Mitteln finanziert. An ihm beteiligten sich auch freiwillig Handwerker, die unter anderem Einrichtungsgegenstände für die Krankenpflege schufen. Während der Bauphase gründeten sich zur Unterstützung des Projekts drei weitere Vereine, der gesellige, der brüderlich und der werkthätige. Anfang 1848 kündigte der ursprüngliche Hospitalverein endgültig die Zusammenarbeit mit der Armenverwaltung auf, nachdem diese sich einer Weiterleitung ihr zugeflossener Spendenbeiträge der Protestanten verweigert hatte. Als Reaktion wurde eine selbstständige Stiftung (Stiftung Bürgerhospital zum heiligen Johannes dem Täufer) gegründet, die am 7. März 1849 Korporationsrechte erhielt. Im August 1849 übertrug der Hospitalverein das Grundstück der neugegründeten Stiftung.
Die Einweihung des Krankenhauses erfolgte am 19. November 1849. Geschaffen worden war eine Dreiflügelanlage mit rotem Verblendmauerwerk, der westliche Nebentrakt enthielt eine Kapelle. Es handelte sich um eine der ersten katholischen Krankenanstalten des Rheinlandes. Zu Beginn verfügte sie über 70 Betten und war in medizinisch-innere und chirurgisch-äußere Abteilungen gegliedert. Die Barmherzigen Schwestern vom hl. Karl Borromäus übernahmen unter Führung von Amalie von Lasaulx die Krankenpflege und innere Verwaltung.  Träger der Einrichtung blieb die Stiftung Bürgerhospital, in deren Kuratorium neben acht katholischen auch zwei Mitglieder der Armenverwaltung, ein evangelisches und ein jüdisches Mitglied vertreten waren. Von 1877 bis 1879 erfuhr das Krankenhaus nach Plänen von Julius Raschdorff eine Erweiterung um einen rechtwinklig zum Altbau gestellten Anbau in gotischen Formen, bei der auch eine mit der alten verbundene neue Kapelle an der Südwestecke entstand.
Am Ende des Zweiten Weltkriegs wurde das Krankenhaus im alliierten Luftkrieg bei drei Bombenangriffen, davon einer bei dem verheerendsten am 18. Oktober 1944, zu 80 % bis auf die Außenmauern und Kellerräume zerstört. Noch im Jahr des Kriegsendes begann der Wiederaufbau in teilweise vereinfachten Formen (ohne Quaderputz, im Mittelteil ohne Dachaufbauten), von der Sparkasse Bonn mit einem Kredit und dem Land Nordrhein-Westfalen durch einen Zuschuss unterstützt. Ende 1946 konnten wieder 100 Betten, 1948 bereits 150 Betten belegt werden. Im Zuge des Wiederaufbaus entstand auch (wieder) eine an das Hospital angebaute Krankenhauskapelle im neugotischen Stil. 1953 wurde das Gebäude nach Plänen der Architekten Toni Kleefisch (1888–1975) und Carl Leyers um ein drittes Obergeschoss aufgestockt und die gesamte Anlage neuverputzt. 1980 beendeten die Barmherzigen Schwestern vom hl. Borromäus aufgrund von Nachwuchsmangel ihre Tätigkeit im Johanneshospital, ersetzt wurden sie durch die Schwesternschaft des Deutschen Roten Kreuzes.

### Schließung des Krankenhauses
2002 schloss sich das St. Johannes-Hospital dem Gemeinschaftskrankenhaus Bonn an, dessen Gesellschafterin die Stiftung Bürgerhospital seither ist. Seinerzeit umfasste es die Abteilungen Chirurgie, Gefäßchirurgie und Inneres und diente als Akutklinik für den Bonner Norden. Zum Jahresende 2005 wurde die Einrichtung, mit zuletzt 200 Betten das kleinste Krankenhaus der Stadt, aufgrund zu geringer Auslastung und Erlöse geschlossen. Die Liegenschaft gehörte weiterhin der ursprünglichen Stiftung. Im November 2009 eröffnete in den Räumen des ehemaligen Krankenhauses nach umfangreichen Umbau- und Sanierungsarbeiten das „Gesundheitszentrum St. Johannes Hospital“, in dem verschiedene Ärzte und Therapeuten, Einzelhandelsbetriebe, eine Dependance der LVR-Klinik sowie seit Juli 2010 ein ambulantes Operationszentrum ansässig sind. Im Zuge des Umbaus zum Gesundheitszentrum wurde auch die das Grundstück zur Straße abschließende Betonmauer entfernt.